# Sinan Neumaier-Süngüoğlu
Sinan Neumaier-Süngüoğlu (* 13. Februar 1990 in Braunau am Inn) ist ein ehemaliger österreichisch-türkischer Fußballspieler.

## Werdegang
Sinan Neumaier-Süngüoğlu begann seine Fußballlaufbahn in der Jugend des FC Bayern München, bevor er 2008 in die Nachwuchsabteilung des FC Ingolstadt 04 wechselte. Dort spielte er in der Saison 2008/09 der Bayernliga auch drei Spiele für die zweite Mannschaft. Im Januar 2009 wechselte er in die U19 der SpVgg Unterhaching. Im Sommer 2009 verließ er Deutschland und wechselte zu Adanaspor in die Türkei. Für den Verein bestritt er in der Saison 2009/10 12 Zweitligaspiele, bevor er 2010 für eine Saison an Tarsus İdman Yurdu verliehen wurde. Im Sommer 2011 wechselte er zu Van Büyükşehir Belediyespor, wo er jedoch nur ein halbes Jahr auf Leihbasis spielte. Im Januar 2012 wechselte er zu Karsspor, sein zum Saisonende auslaufender Vertrag dort wurde jedoch nicht verlängert, so dass er zurück zu Adanaspor ging, wo er jedoch in der Saison 2012/13 zu keinem Einsatz kam. 2013 verließ er Adanaspor im Sommer und war im Anschluss ein Jahr vereinslos, bevor er zurück nach Deutschland kam und nach einer Zwischenstation beim SV Inter Taufkirchen beim Landesligisten SV Türkgücü-Ataspor München unterschrieb. Nach einer Saison ging er noch einmal für ein paar Monate in die Türkei zu Erokspor, bevor er seine Karriere beim SV Türkgücü-Ataspor München und anschließend beim FC Anadolu Bayern 2017 in der Bezirksliga Oberbayern Süd beendete.